# 竹野長次
竹野 長次（たけの ちょうじ、1889年12月10日 - 1962年7月25日）は、日本の国文学者。早稲田大学名誉教授。

## 略歴
長野県東筑摩郡山形村出身。1914年早稲田大学高等師範部国語漢文及歴史本科卒業。
早大第二高等学院、同高等師範部、早稲田大学教育学部教授となり高等学院長、教育学部長、1960年退職、名誉教授。

## 著書
- 『方丈記新釈 改定』近田書店出版部 1919
- 『万葉集私選評釈』珊瑚礁社 1919
- 『擬古文選釈』三星社出版部 1922
- 『十六夜日記新釈 校定』三星社出版部 1923
- 『新釈土佐日記』上田泰文堂 1927
- 『和泉式部日記新釈 校定』精文館書店 1930
- 『伊勢物語新釈』天地書房 1931
- 『源氏物語 桐壺より未摘花まで 口訳対照』編 三省堂 1934
- 『伊勢物語新講』敬文堂書店　1934
- 『作文精講』三省堂 1934
- 『受験標準現代文新釈』三省堂 1934
- 『方丈記・土佐日記・十六夜日記新釋』敬文堂書店 1934
- 『中等新國文法』開隆堂書店 1937
- 『文学より見たる平安朝文化』東京堂 1941
- 『文学より見たる上代文化』東京堂 1943
- 『頭註枕草子抄』3版　編 敬文堂書店 1948
- 『日本文学史概論』自然社 1948
- 『万葉集と庶民性』早稲田大学出版部 1947
- 『古事記の民俗学的考察』早稲田大学出版部 1950
- 『日本中世風俗史 平安朝の生活』世界書院 1951
- 『源氏物語論考』三省堂出版 1954
- 『文章の作り方』愛隆堂 実用入門叢書 1956
- 『古事記の民俗学的研究』文雅堂書店 1960

### 共編著
- 『新撰中学文範』堤達也共編 博文館 1918
- 『増鏡新釈 校定』永井一孝共著 近田書店出版部 1917－18
- 『校定徒然草新釋』永井一孝共著　三星社出版部 1917
- 『国文選釈 受験参考』永井一孝共著 三星社出版部 1921
- 夏目漱石『草枕 新註』編 精文館書店 1928
- 小山田与清『うけらが花松屋文集選』編　冨山房 1939
- 松平定信『花月草紙年々隨筆選』編　冨山房 1939
- 賀茂真淵『賀茂翁家集泊?舎文集選』編　冨山房 1939
- 村田春海『琴後集橿園文集選』編　冨山房 1939
- 『太平記神皇正統記選』佐々木八郎共編　冨山房 1939
- 本居宣長『玉かつま藤簍冊子選』編　冨山房 1939
- 『詳註日本文学史』小路一光共著 春陽堂書店 1957